# Вика Іван Йосипович
Іва́н Йо́сипович Вика (27 червня 2001, с. Збиранка — 30 липня 2024, біля с. Тимофіївка) — український військовослужбовець, старший солдат 31 ОМБр Збройних сил України, учасник російсько-української війни.

## Життєпис
Іван Вика народився 27 червня 2001 року в селі Збиранка Львівської області. Навчався у Великогрибовицькому ліцеї Львівської міської ради. Після завершення навчання вступив до Бучацького ліцею імені Святого Йосафата на Тернопільщині. Працював у Товаристві з обмеженою відповідальністю «Фуджікура аутомотів Україна-Львів». Був надзвичайно релігійною людиною, прислуговував у Храмі Успіння Пресвятої Богородиці у рідній Збиранці. За словами близьких, «був надзвичайно добрим і чемним юнаком».
Із початком повномасштабного вторгнення російської федерації, попри відсутність бойового досвіду, добровільно став на захист держави від російських загарбників. Боронив суверенітет та територіальну цілісність України на Донеччині у складі 31-ї окремої механізованої бригади Сухопутних військ Збройних Сил України.
Загинув 30 липня 2024 року в районі села Тимофіївка Покровського району Донецької області. Похований 6 серпня 2024 року на Голосківському цвинтарі у Львові.
В Івана Вики залишилися батьки та брат.

## Нагороди
- Орден «За мужність» III ступеня (14 січня 2025, посмертно) — за особисту мужність, виявлену у захисті державного суверенітету та територіальної цілісності України, самовіддане виконання військового обов'язку[3]